# Beit Dagan
Beit Dagan (en hébreu : בֵּית דָּגָן) est une localité et un conseil local du district centre d'Israël.